# Astrapogon puncticulatus
Astrapogon puncticulatus är en fiskart som först beskrevs av Poey, 1867.  Astrapogon puncticulatus ingår i släktet Astrapogon och familjen Apogonidae. Inga underarter finns listade.